# Резник, Юрий Иванович
Ю́рий Ива́нович Ре́зник (укр. Юрій Іванович Резник; род. 13 августа 1954, Полтава, УССР, СССР) — советский футболист и украинский тренер.

## Карьера игрока
Воспитанник ДЮСШ «Колос» (Полтава). Дебютировал во второй лиге СССР в 1972 году за клуб «Строитель» из Полтавы, в котором провёл два сезона. После этого выступал за «Гранит» (Черкассы) из КФК и «Чернигов» из Второй лиги.
Своей игрой за последнюю команду привлёк внимание представителей тренерского штаба донецкого «Шахтёра», к составу которого присоединился в 1975 году. Отыграл за донецкую команду следующие три сезона своей игровой карьеры. Большую часть времени, проведённого в составе донецкого «Шахтера», был основным игроком атакующей звена команды. За это время он помог команде стать серебряным (1975) и бронзовым (1978) призёром чемпионата СССР, а также дебютировал в еврокубках, сыграв там шесть матчей и забив три гола.
В начале 1979 года стал игроком московского «Динамо», в составе которого провёл следующие четыре года своей карьеры. Играя за московское «Динамо», также в основном выходил на поле в стартовом составе команды. Всего за «Динамо» провёл 80 игр и забил семь голов в чемпионате страны, 19 игр и один гол в кубке СССР, пять игр в еврокубках и 29 игр и 13 голов в других матчах.
В течение сезона 1983 года защищал цвета московского «Спартака», однако из-за конфликта с главным тренером команды Константином Бесковым в том же году вынужден был покинуть команду.
Завершил профессиональную игровую карьеру в родном клубе «Ворскла», за которую выступал на протяжении 1985—1989 годов.

## Карьера тренера
В 1989 году недолго был помощником главного тренера «Ворсклы». В 2005 году возглавил молодёжную команду «Ворсклы», которая принимала участие в молодёжном чемпионате Украины, работал там до 2009 года. Помимо «Ворсклы», с другими командами не работал.

## Достижения
- 2-е место в Чемпионате СССР: 1975, 1983
- 3-е место в Чемпионате СССР: 1978